# Plasticant

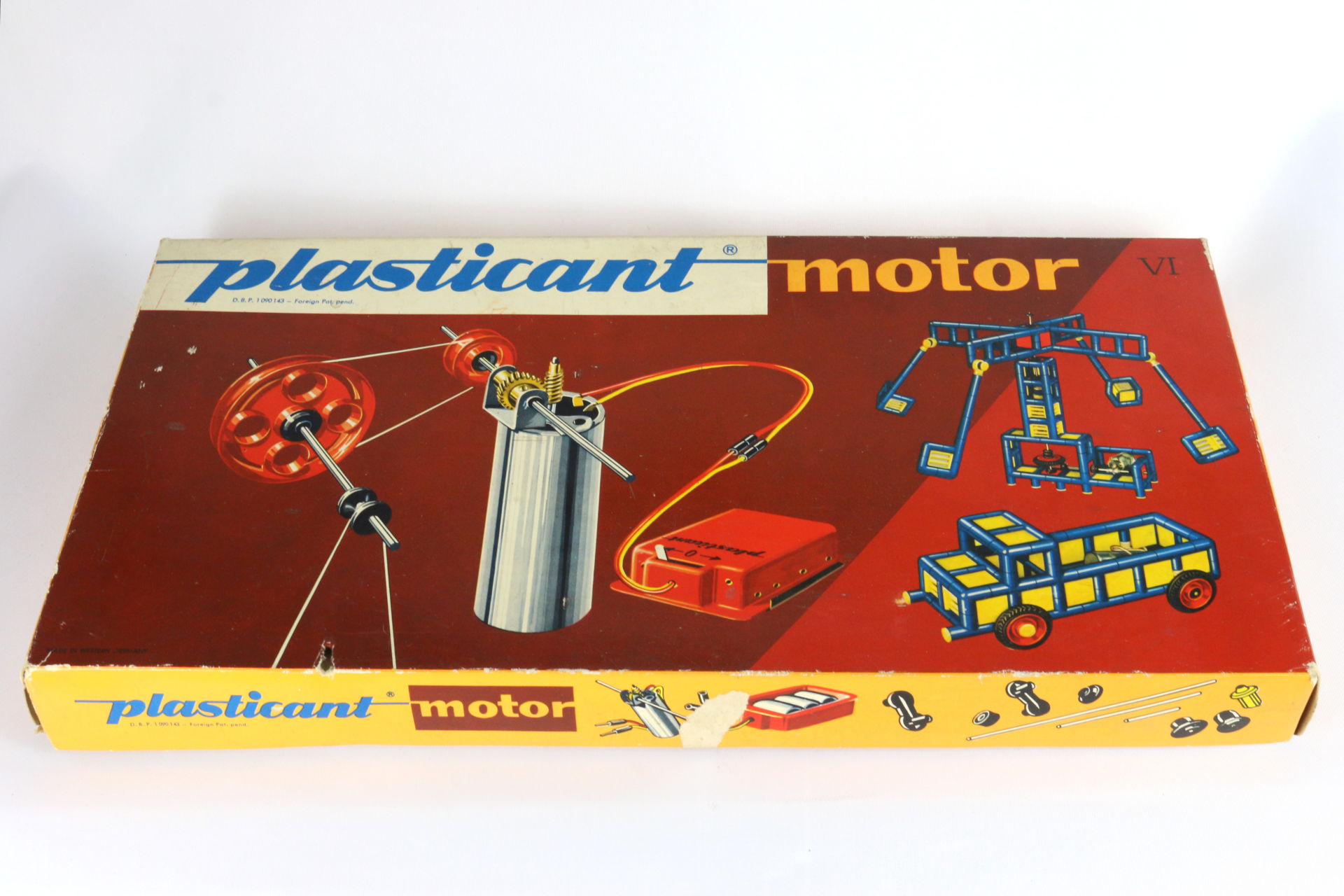
Une boîte de Plasticant d'époque.

Le Plasticant est un jeu de construction des années 1960 et 1970 fabriqué en Allemagne. Il était distribué en France par Loisir Jeunes.

## Système et modèles

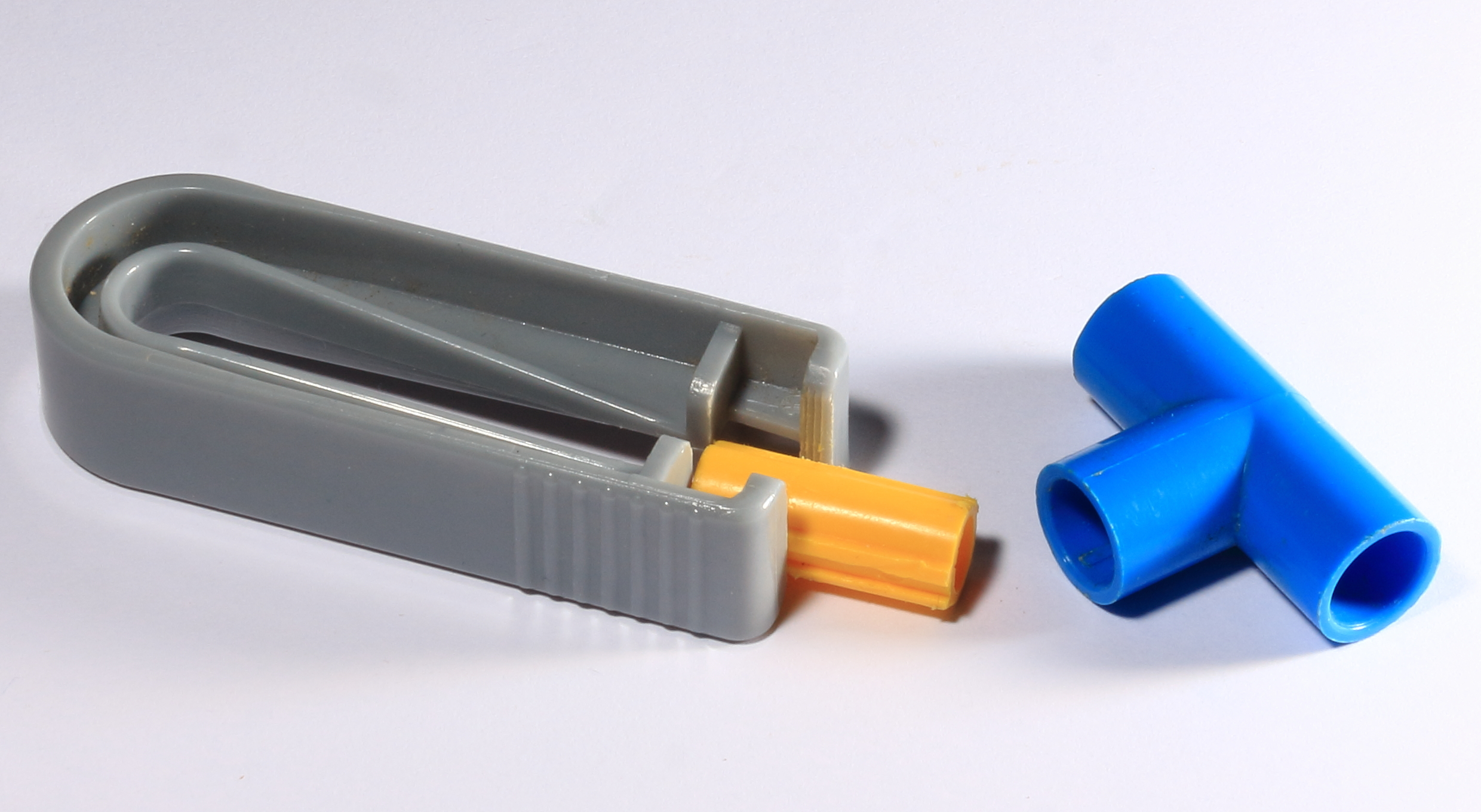
Pince permettant de retirer les embouts.

Il se présente sous forme de tubes bleus en plastique dur de différentes formes :
- droits
- coudés
- en T
- en X
- en X avec une connexion au milieu
- en X avec deux connexions au milieu

Ces tubes s'assemblent avec des embouts cylindriques de plastique jaune, souples et légèrement striés. Il y a de plus des embouts plats, des roues, des boules et des engrenages. Des carrés de plastique permettent de rendre le modèle plus ésthétique.
Le Plasticant permet de créer des modèles intéressants, car aucune direction de l'espace n'est privilégiée (contrairement aux Lego) et l'assemblage est très rapide (contrairement au Meccano).

## Histoire

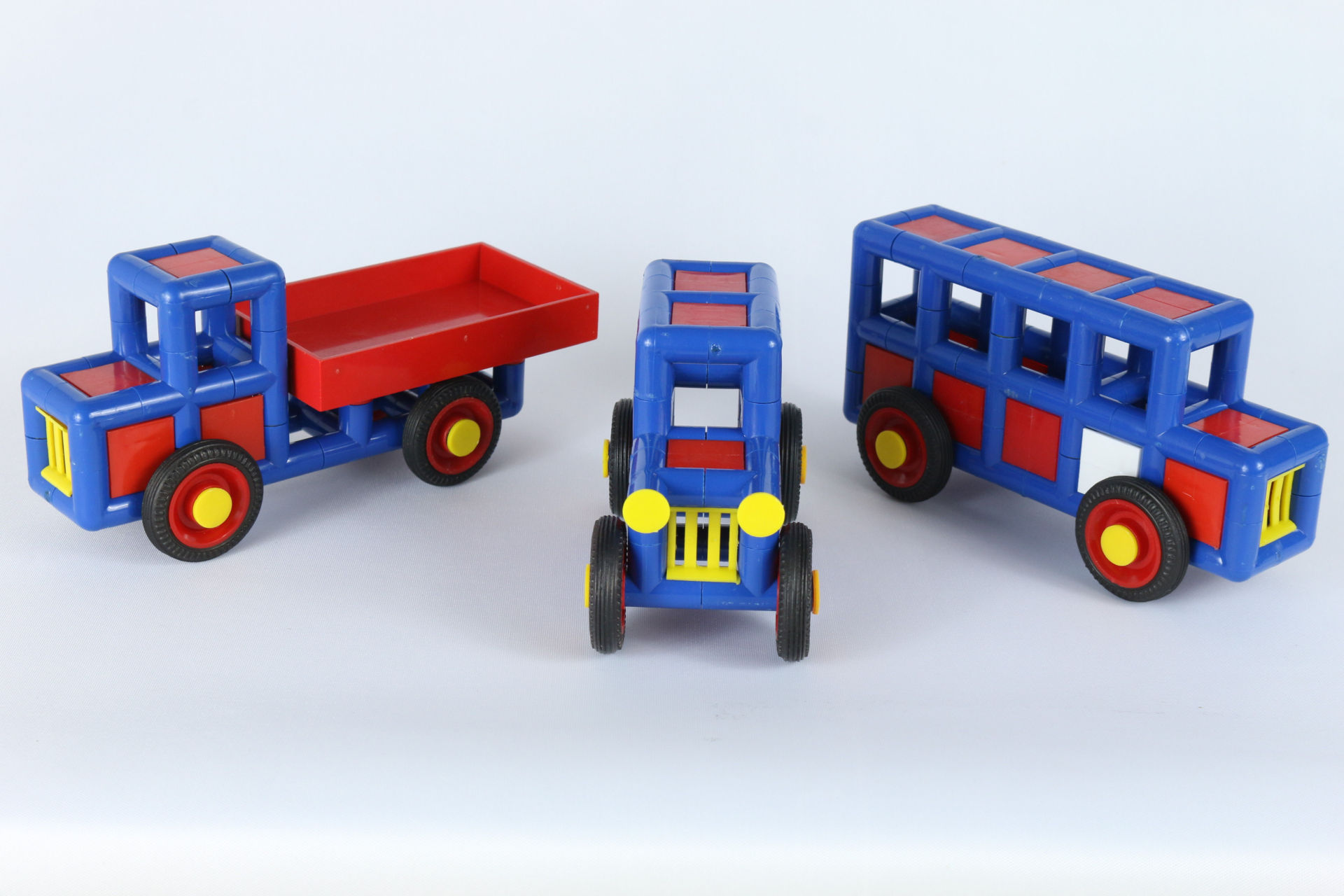
3 véhicules Plasticant.

Le système a été inventé par le Hongrois Jenö Paksy, qui l'a breveté en 1948 en Hongrie sous le nom de Java et en Allemagne le 18 novembre 1958.
Le Plasticant a d'abord été fabriqué par la société Franken Plastik à Fürth, en Bavière. En 1972, ses droits de fabrication furent vendus au fabricant de jeux américain Milton Bradley Company. Les couleurs des composants ont alors été modifiées : le bleu clair est devenu bleu foncé et de nouvelles couleurs ont été ajoutées : rouge, jaune et gris pâle. D'autres blocs et accessoires ont été produits, comme des cabines de conduite et pelles pour excavatrices, etc. La production s'est arrêtée en 1974.
Deux successeurs de Plasticant sont encore en vente en Allemagne en 2023 : le système Plasticant-Mobilo du fabricant allemand Plasticant Mobilo GmbH et le système Java-Peppino du fabricant hongrois Peppino-Impex GmbH. Ces deux systèmes sont moins complexes que le Plasticant original et sont destinés à des enfants plus jeunes. Plasticant Mobilo a présenté son système au Salon du jouet de Nuremberg en 1978 et Peppino-Impex produit le sien depuis 2001.